# Lucia Focque
Lucia Focque, née le 30 mars 1964 à Willebroek, est une rameuse d'aviron belge.

## Carrière
Lucia Focque remporte la médaille d'argent en deux de couple poids légers aux Championnats du monde d'aviron 1987 avec Marie-Anne Vandermoere.
Elle participe également aux Jeux olympiques d'été de 1988, terminant à la sixième place de l'épreuve de quatre de couple.